# 华南青冈
华南青冈（学名：Cyclobalanopsis edithiae）为壳斗科青冈属下的一个种。